# Карнатка сірощока
Карнатка сірощока (Spizella wortheni) — вид горобцеподібних птахів родини Passerellidae. Поширений в Північній Америці.

## Поширення
Ендемік Мексики. Вперше він був описаний у Нью-Мексико на півдні США, у 1884 році, але з того часу він був зареєстрований лише в Мексиці. Існують записи з восьми штатів, але востаннє він був зареєстрований у Пуеблі в 1893 році, Тамауліпасі в 1924 році, Веракрусі до 1957 року та Чіуауа в 1959 році. У 2004 році популяція оцінювалася в 100—120 особин.
Він приурочений до відкритих, посушливих чагарникових луків на висоті 1200—2450 м над рівнем моря. Для пошуку корму вид віддає перевагу відкритим місцевостям з низькими травами. Для гніздування та укриття зазвичай поселяється в низьких густих чагарниках.